# بطولة أوروبا لكرة الماء للسيدات 1995
بطولة أوروبا لكرة الماء للسيدات 1995 كان الموسم السادس من بطولة أوروبا لكرة الماء للسيدات، وجرت المنافسات في فيينا النمسا، ونظمت من قبل الاتحاد الأوروبي للسباحة.

## النتائج
| م       | المنتخب         |
| ------- | --------------- |
| ذهبية   | إيطاليا         |
| فضية    | المجر           |
| برونزية | هولندا          |
| الرابع  | اليونان         |
| الخامس  | فرنسا           |
| السادس  | روسيا           |
| السابع  | ألمانيا         |
| الثامن  | المملكة المتحدة |
| التاسع  | إسبانيا         |
| العاشر  | جمهورية التشيك  |